# Фронсдорф
Фронсдорф (нім. Frohnsdorf) — громада в Німеччині, розташована в землі Тюрингія. Входить до складу району Альтенбургер-Ланд. Складова частина об'єднання громад Віраталь.
Площа — 4,37 км2. Населення становить Невірний параметр metadata 16 077 006 ос. (станом на 31 грудня 2021).